# 輔助軍 (羅馬帝國)

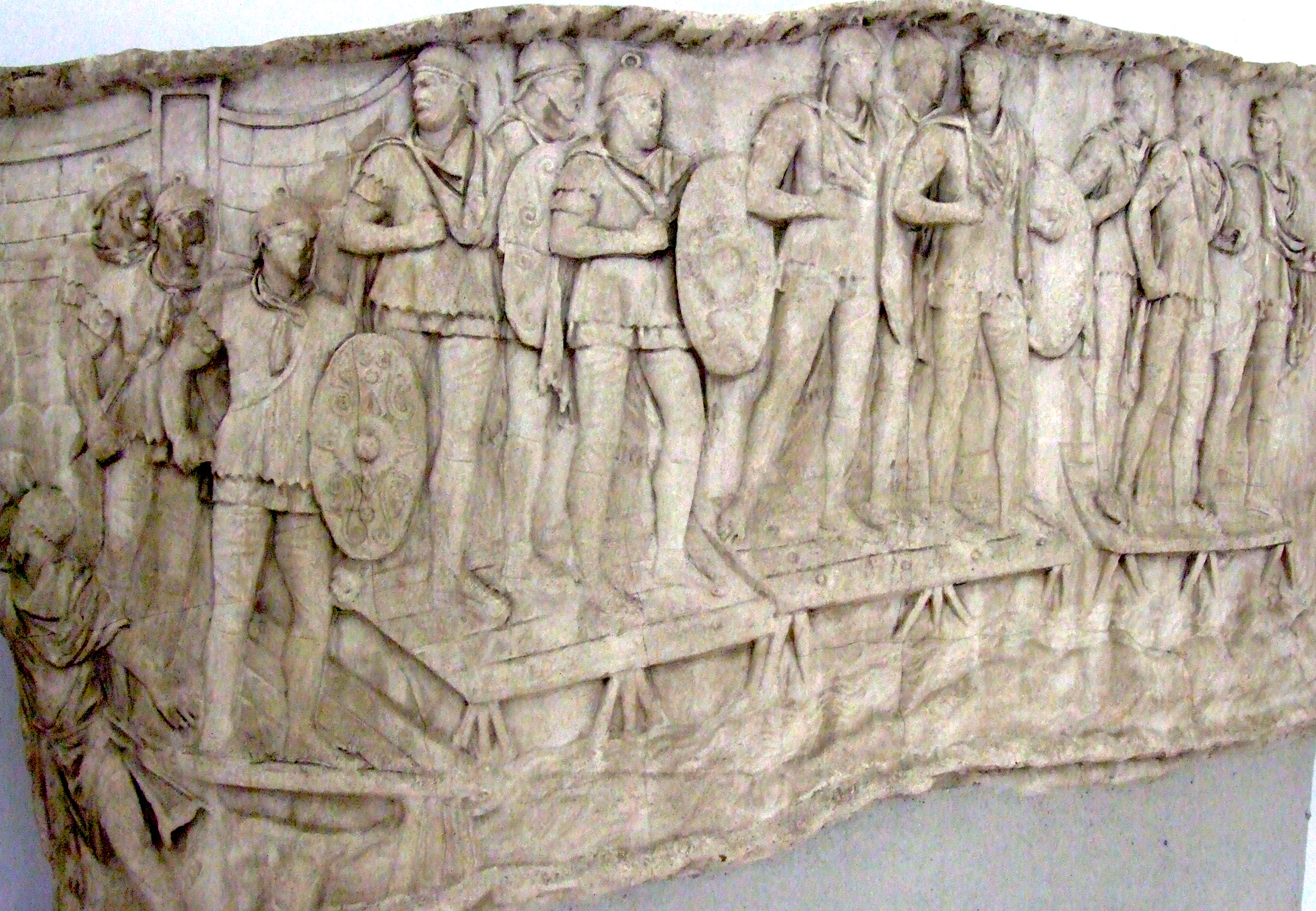

輔助軍（拉丁語：auxilia、拉丁語發音：[au̯kˈs̠ɪlia]；字面意思是「輔助人員」），是奧古斯都在公元前27年重組羅馬帝國軍隊後引入，作為附屬於正規軍團的非公民部隊。至公元2世紀，輔助軍擁有與軍團同等數量的步兵。此外，它幾乎供了羅馬軍隊中所有的騎兵（特別是輕騎兵和弓騎兵）和其他更加專門的部隊。因此，輔助軍代表了當時羅馬正規陸軍的五分之三的兵力。與軍團士兵一樣，輔助新兵大多是志願者，而不是義務兵。輔助軍主要是從遊民中招募的，他們是沒有羅馬公民身份的自由行省臣民，他們在公元1世紀和2世紀佔人口的絕大多數（在1世紀初約為90%）。與只接納羅馬公民的軍團不同，輔助軍的成員可以從羅馬控制範圍以外的領土中招募。

## 外部連結
- Roman Military Diplomas Online （页面存档备份，存于）
- Batavian auxiliaries re-enactors （页面存档备份，存于）
- List of auxiliary units in Britain （页面存档备份，存于）
- Vindolanda Tablets Online （页面存档备份，存于）